# Eccremis
Eccremis là một chi thực vật có hoa trong họ Xanthorrhoeaceae.